# İbrahim Erkal
İbrahim Erkal (* 10. Oktober 1966 in Narman, Provinz Erzurum; † 11. Mai 2017 in Ümraniye, Istanbul) war ein türkischer Sänger, Songwriter und Schauspieler.

## Biografie

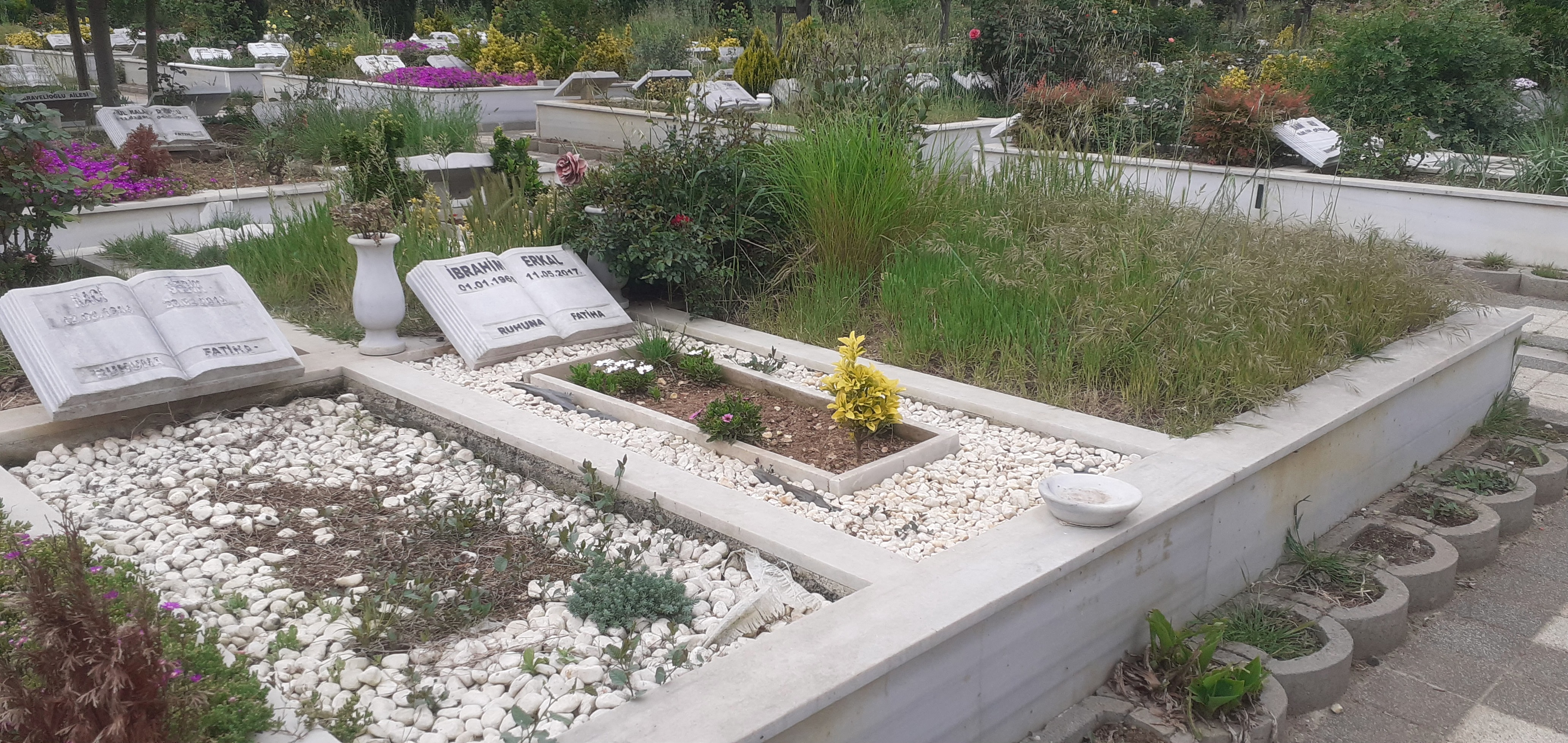
Grab von Ibrahim Erkal

İbrahim Erkal kam 1966 im Landkreis Narman in der Provinz Erzurum zur Welt. Er war das älteste von sechs Geschwistern. Erkal beendete das Gymnasium in seiner Heimat Narman. Während seiner Schulzeit lernte er selbstständig das Spiel auf Bağlama, Mandoline und Flöte. Nach seinem Schulabschluss erhielt er im Musa Eroğlu Müzik Eğitim Merkezi in Ankara Unterricht in Notenlehre und Solfège. Abends trat er in verschiedenen Clubs Ankaras als Sänger auf.
Von 1988 bis 1989 absolvierte Erkal seinen Wehrdienst in Istanbul. Danach kehrte er zunächst wieder nach Erzurum zurück. Allerdings reiste er kurz darauf erneut nach Istanbul, um seine Musikkarriere in Gang zu bringen. Während er im Stadtteil Nişantaşı als Kellner arbeitete, trat er nebenbei auch als Pianist und Udspieler auf.
Erkal schrieb in dieser Zeit auch seine eigenen Lieder und hatte inzwischen genug Material für ein ganzes Musikalbum. Jedoch blieben die Versuche, einen Plattenvertrag zu bekommen, zunächst erfolglos. Nachdem er von den Plattenfirmen keine Chance bekommen hatte, war İbrahim Erkal entmutigt und bereits im Begriff aufzugeben, als er den Produzenten İskender Ulus kennenlernte. Der Plattenboss von Ulus Müzik nahm den damals 25-jährigen Sänger unter Vertrag, und am 6. Mai 1993 erschien sein erstes Album Tutku. Mit 150.000 verkauften Einheiten war das Album eher erfolglos. Dennoch hielt die Plattenfirma an Erkal fest, und knapp zwei Jahre später, am 6. März 1995, erschien sein zweites Album Sıra Bende/Aklımdasın. Mit Songs wie İnsafsız und Sevmesen De Olur machte Erkal auf sich aufmerksam. Das Album war mit 270.000 verkauften Exemplaren etwas erfolgreicher als sein Vorgänger.
Am 8. Juli 1996 kam das dritte Album Gönlünüze Talibim in die Läden. Mit den Songs Yalnızım, Erzurum’a Gel und Unutmayacağım fand der Sänger große Beachtung. Jedoch war es das Lied Canısı und der gleichnamige Film, in dem Erkal die Hauptrolle spielte, die ihn zum Star machten. Mit Verkaufszahlen von 1.400.000 Einheiten gehörte Gönlünüze Talibim zu den meistverkauften Alben des Jahres. Nach dem großen Erfolg des Films meldete İbrahim Erkal sich mit der gleichnamigen, 26 Folgen umfassenden Fernsehserie Canısı zurück.
Seine Musikkarriere setzte Erkal am 15. Mai 1998 mit seinem vierten Album Sırılsıklam fort. Songs wie Gâvurun Kızı, Güllerede Küstüm und Dönemem verhalfen dem Album zu 1.600.000 verkauften Exemplaren und konnten sogar den Erfolg des Vorgängers noch übertreffen.
Zu diesem Zeitpunkt war İbrahim Erkal nicht nur einer der erfolgreichsten Sänger, sondern auch einer der gefragtesten Songwriter in der Türkei. Unter anderem schrieb er Songs für Künstler wie İbrahim Tatlıses, Burhan Çaçan, Hülya Avşar, Ayhan Aşan, Zara, Metin Şentürk, İzzet Yıldızhan oder Kader. Im selben Jahr trat der Sänger mit der 32 Folgen umfassenden Fernsehserie Sırılsıklam vor die Kameras.
Sein am 5. Januar 2000 erschienenes Album De Get Yalan Dünya untermauerte mit Verkaufszahlen von 1.100.000 Einheiten den steilen Aufstieg İbrahim Erkals. Er gehört zu den wenigen Künstlern, die mit drei aufeinander folgenden Alben jeweils mehr als 1 Million Exemplare verkaufen konnten. Nur Künstler wie Muazzez Ersoy, İbrahim Tatlıses und Tarkan konnten dies sonst zu diesem Zeitpunkt von sich behaupten.
Sein sechstes Album trägt den Namen Su Gibi und erschien am 18. April 2001. Mit 400.000 verkauften Exemplaren war es nicht so erfolgreich wie seine Vorgänger. 2002 verarbeitet der Sänger mit dem Buch Ben Bu Şöhreti Sevmedim seine Karriere in Gedichtform. Am 16. Juli desselben Jahres erschien sein Album Aşknâme, das sich jedoch nicht unter den meistverkauften Alben platzieren konnte.
Mit Songs wie Yandım, Taze Taze und Gönül Limanı meldete sich Ibrahim Erkal am 21. Juli 2004 mit seinem achten Album zurück. Das Comeback war mit 250.000 verkauften Einheiten des Albums verhältnismäßig erfolgreich, da durch die Verbreitung des Internets und somit die illegalen Downloads die Albumverkäufe stark gesunken waren. Nach dem mäßigen Erfolg seiner darauffolgenden Alben zog sich İbrahim Erkal für einige Zeit aus dem Musikgeschäft zurück. Im Juni 2011 arbeitete er an seinem elften Album, welches im Sommer 2011 erscheinen und den Namen Burnumda Tütüyorsun tragen sollte.

## Tod
In der Nacht zum 12. April 2017 brach Erkal mit einer Gehirnblutung in einem Parkhaus zusammen, woraufhin ihn ein Wachmann entdeckte. Ohne wieder aus dem Koma erwacht zu sein, wurde Erkal am 9. Mai 2017 für hirntot erklärt. Zwei Tage später, am 11. Mai 2017, kam es zu einem Herzstillstand und anschließend zum Tod.

## Diskografie

### Alben
| Jahr | Album                     | Übersetzung                                     | Verkäufe  | Label      |
| ---- | ------------------------- | ----------------------------------------------- | --------- | ---------- |
| 1993 | Tutku                     | Leidenschaft                                    | 150.000   | Ulus Müzik |
| 1995 | Sıra Bende/Aklımdasın     | Ich bin an der Reihe/Du bist in meinen Gedanken | 270.000   | Ulus Müzik |
| 1996 | Gönlünüze Talibim         | Ich bewerbe mich um eure Herzen                 | 1.400.000 | Ulus Müzik |
| 1998 | Sırılsıklam               | Klitschnass                                     | 2.200.000 | Ulus Müzik |
| 2000 | De Get Yalan Dünya        | Geh’ weg verlogene Welt                         | 1.100.000 | Ulus Müzik |
| 2001 | Su Gibi                   | Wie Wasser                                      | 400.000   | Ulus Müzik |
| 2002 | Aşknâme                   | Liebesgeschichte                                | 350.000   | Ulus Müzik |
| 2004 | Gönül Limanı              | Hafen des Herzens                               | 250.000   | Ulus Müzik |
| 2006 | Yüreğinden Öpüyorum/Gülüm | Ich küsse dich von deinem Herzen                | 44.000    | Ulus Müzik |
| 2008 | Aranağme                  | Zwischenmelodie                                 | 22.000    | Ulus Müzik |
| 2011 | Burnumuda Tütüyorsun      | Ich vermiss sie so sehr                         | 13.000    |            |
| 2015 | Nefes 1                   | Erster Atem                                     | 15.000    |            |
| 2017 | Ömrüm                     | Der Rest meines Lebens                          |           |            |

### Konzeptalben
- 1984: Sarhoş Baki
- 1994: Ölümüne Cim Bom

### Singles
| - 1993: Tutku - 1995: Aklımdasın - 1995: Sevmesende Olur - 1995: İnsafsız - 1996: Unutmayacağım - 1996: Canısı - 1996: Erzurum'a Gel - 1997: Yalnızım - 1997: Hani Yaylam (mit Nurullah Akçayır) - 1997: Seyreyle Güzel (mit Nurullah Akçayır) - 1997: Sarardım Ben Sarardım (mit Zara) - 1997: Gurbet Elde Bir Hal Geldi Başıma (mit Zara) - 1998: Güllerede Küstüm - 1998: Gavurun Kızı - 1998: Sen Aldırma - 1998: Tutam Yar Elinden - 1998: Sıyırma Eteğini - 1998: İnsanlık - 1999: Dönemem - 2000: De Get Yalan Dünya - 2000: Sevin Gönül | - 2000: Nasıl Sevmiştim - 2001: Aşkından Yanayım Mı (Gönül) - 2001: Balam - 2001: Güzelleşelim - 2002: Sevme - 2002: Unutulurmuş - 2002: Aşkım Aşkım - 2004: Yandım - 2004: Taze Taze - 2004: Gönül Limanı - 2005: Başım Gözüm Üstüne (mit Bedirhan Gökçe) - 2006: Bülbülüm Altın Kafeste (mit Gaye Aksu) - 2006: Özüne Dön (mit Ogeday) - 2006: Avuçlarımda Tutamadım - 2008: Sen Bana Lazımsın - 2011: Burnumda Tütüyorsun - 2011: Üç Kuruş - 2011: Erzurum Çarşı Pazar - 2015: Vur Dibine - 2017: Ömrüm - 2018: Bir Sana Yandım Ben (Şiir) (mit Sibel Yıldırım) |

Quelle:

## Filmografie
- 1996: Canısı
- 1997: Canısı (Fernsehserie)
- 1998: Sırılsıklam (Fernsehserie)
- 2004: Cennet Mahallesi (Gastauftritt)

## Auszeichnungen
- 1997: Kral Türkiye Müzik Award in der Kategorie Bester Fantezi-Musiker